# Arthur Bowen
Arthur Bowen (Oxford, Inglaterra, 14 de abril de 1998) es un actor inglés más notablemente conocido por su papel en la película Harry Potter y las Reliquias de la Muerte: parte 2.

## Biografía
Arthur nació y vive en Oxford, Inglaterra. Es más conocido por interpretar el papel de Albus Severus Potter en el epílogo final de la serie de películas de Harry Potter, siendo además su primer papel en una película.
Arthur ganó el papel después de que los agentes de casting se presentasen en su escuela en busca de niños que actuasen para la película. Cuando hizo la prueba no se lo dijo a sus padres, hasta que su madre recibió una carta del equipo de casting de Harry Potter. Después de numerosas audiciones y otros servicios de fotos con Daniel Radcliffe, fue elegido para el papel de segundo hijo de Harry Potter.

## Filmografía
| Año  | Título                                             | Papel                | Nota    |
| ---- | -------------------------------------------------- | -------------------- | ------- |
| 2011 | Harry Potter y las Reliquias de la Muerte: parte 2 | Albus Severus Potter | Epílogo |